# Friedrich Ludwig Karl Knackfuß
Friedrich Ludwig Karl Knackfuß (* 2. Januar 1772 in Klosterlausnitz; † 9. Juli 1842 in Berlin) war ein preußischer Generalmajor.

## Leben

### Herkunft
Seine Eltern waren Karl Friedrich Knackfuß (1738–1782) und dessen Ehefrau Johanne Wilhelmine, geborene Longolius (1740–1781). Der Vater war im Siebenjährigen Krieg Leutnant im Freiregiment „Quintus“ und danach fürstlich sächsischer Forstgeometer.

### Militärkarriere
Nach dem Tod seiner Mutter kam Knackfuß am 21. Juni 1782 in das Potsdamer Waisenhaus und wurde am 1. Dezember 1790 als Gefreitenkorporal im Füsilierbataillon „von Thile“ der Preußischen Armee angestellt. Er nahm 1794/95 während der Niederschlagung des Kościuszko-Aufstandes an der Belagerung von Warschau sowie den Gefechten bei Ostrolenka, Nowidno und Krinky teil. Anfang Februar 1795 avancierte Knackfuß zum Sekondeleutnant und kam nach dem Feldzug am 1. Februar 1796 zur 1. Warschauer Füsilierbrigade.
Nach seiner Teilnahme am Vierten Koalitionskrieg wurde er inaktiv gestellt und seine Wiederanstellung am 28. November 1807 zugesagt. Zum 12. Dezember 1809 folgte seine Anstellung als Premierleutnant im Generalstab mit ganzen Gehalt ab dem 1. Januar 1810. Ab 1. August 1810 war Knackfuß als Lehrer an der Allgemeinen Kriegsschule in Berlin tätig und stieg Mitte Juli 1811 zum Stabskapitän auf. Bei Beginn der Befreiungskriege blieb er zunächst auf Befehl des Königs nach Auflösung der Kriegsschule beim Büro des Generalstabes in Berlin und trat als Kapitän des Generalstabes zur mobilen Armee über. In der Schlacht an der Katzbach erwarb er das Eiserne Kreuz II. Klasse. Außerdem nahm er an den Kämpfen bei Leipzig und Paris teil.
Am 29. März 1815 wurde er Major im Generalstab und Anfang Oktober 1815 zu Vermessungen an den Rhein kommandiert. Am 9. Januar 1816 folgte seine Überweisung zum 2. Departement des Kriegsministeriums. In dieser Stellung erhielt Knackfuß am 10. Dezember 1816 den Orden der Heiligen Anna II. Klasse. Am 4. Oktober 1818 ernannte man ihn zum Dirigenten der 3. Abteilung im Topographischen Büro. 1825 wurde er mit dem Dienstkreuz ausgezeichnet und am 30. März 1827 zum Oberstleutnant befördert. Am 29. Mai 1827 wurde sein Gehalt auf nun 1900 Taler festgesetzt. Am 30. März 1833 bekam er den Charakter als Oberst und zu seinem 50-jährigen Dienstjubiläum erhielt Knackfuß am 1. Dezember 1850 den Roten Adlerorden III. Klasse mit Schleife sowie eine persönliche Zulage von 300 Talern jährlich. Schwer erkrankt, bat er um seinen Abschied, der Knackfuß am 14. Mai 1842 unter Verleihung des Charakters als Generalmajor mit der gesetzlichen Pension bewilligt wurde. Er starb bereits am 9. Juli 1842 und wurde am 12. Juli 1842 auf dem I. Garnisonsfriedhof beigesetzt.

### Familie
Knackfuß heiratete am 24. Juni 1816 in Koblenz Maria Katharina Theresia Walpurgis Settegast (1792–1829), eine Tochter des Arztes Modest Amand Settegast und seiner Frau Anna Elisabeth Mazza. Das Paar hatte mehrere Kinder:
- Anna Elisabeth Walpurgis Karoline (1817–1891), Schriftstellerin[1]
- Ludowike Marie Henriette Karoline Anna Walpurgis (* 1818)
- Friedrich Modestus (1820–1829)
- Johannes Joseph Bruno (1821–1870)[2]
- Eduard (1823–1893), landwirtschaftlicher Beamter, zuletzt Rentmeister auf Burg Eltz ⚭ Bernhardine von Martial (1823–1883), Eltern von Hermann Knackfuß[3]